# Rahil Məmmədov
Rahil Sərvər oğlu Məmmədov (ur. 24 listopada 1995 w Baku) – azerski piłkarz występujący na pozycji obrońcy w klubie Araz Nachiczewan oraz w reprezentacji Azerbejdżanu.

## Kariera klubowa
Karierę piłkarską na poziomie seniorskim Məmmədov rozpoczął w klubie Neftçi PFK z Baku. W 2015 roku został włączony do kadry pierwszego zespołu i swój debiut ligowy w nim zaliczył 1 kwietnia 2015 w wygranym 2:0 domowym meczu z Bakı FK. W Neftçi występował do końca 2017 roku. Na początku 2018 roku przeszedł do klubu Səbail Baku. Zadebiutował w nim 2 kwietnia 2018 w przegranym 0:2 wyjazdowym meczu z Neftçi PFK. W Səbail grał do końca sezonu 2018/19.
W lipcu 2018 Məmmədov przeszedł na zasadzie wolnego transferu do Qarabağu FK. Swój debiut w nim zanotował 26 września 2018 w wygranym 3:2 domowym spotkaniu z Zirə FK. W sezonach 2018/19, 2019/20, 2021/22 oraz 2022/23 wywalczył z Qarabağem mistrzostwo Azerbejdżanu, a w sezonie 2020/21 został z nim wicemistrzem kraju.
w sezonie 2024/25 był zawodnikiem Radomiaka Radom.
25 lipca 2025 został zawodnikiem Araz Nachiczewan.
| Sezon   | Klub                  | Kraj        | Rozgrywki      | Mecze | Gole |
| ------- | --------------------- | ----------- | -------------- | ----- | ---- |
| 2014/15 | Neftci PFK (juniorzy) | Azerbejdżan | juniorskie     | ?     | ?    |
| 2014/15 | Neftçi PFK            | Azerbejdżan | Premyer Liqası | 5     | 0    |
| 2015/16 | Neftçi PFK            | Azerbejdżan | Premyer Liqası | 19    | 0    |
| 2016/17 | Neftçi PFK            | Azerbejdżan | Premyer Liqası | 8     | 0    |
| 2017/18 | Neftçi PFK            | Azerbejdżan | Premyer Liqası | 0     | 0    |
| 2017/18 | Səbail Baku           | Azerbejdżan | Premyer Liqası | 13    | 0    |
| 2018/19 | Qarabağ FK            | Azerbejdżan | Premyer Liqası | 15    | 0    |
| 2019/20 | Qarabağ FK            | Azerbejdżan | Premyer Liqası | 8     | 0    |
| 2020/21 | Qarabağ FK            | Azerbejdżan | Premyer Liqası | 10    | 1    |
| 2021/22 | Qarabağ FK            | Azerbejdżan | Premyer Liqası | 3     | 0    |
| 2021/22 | Zira FK               | Azerbejdżan | Premyer Liqası | 7     | 0    |
| 2022/23 | Qarabağ FK            | Azerbejdżan | Premyer Liqası | 13    | 0    |
| 2023/24 | Qarabağ FK            | Azerbejdżan | Premyer Liqası | 9     | 0    |
| 2023/24 | ŁKS Łódź              | Polska      | Ekstraklasa    | 16    | 0    |
| 2024/25 | Radomiak Radom        | Polska      | Ekstraklasa    | 0     | 0    |

## Kariera reprezentacyjna
Məmmədovw latach 2015–2016 grał w reprezentacji Azerbejdżanu U-21. W seniorskiej reprezentacji Azerbejdżanu zadebiutował 27 marca 2018 w zremisowanym 1:1 towarzyskim meczu z Macedonią Północną.

## Sukcesy
Azerbejdżan U-23
- Igrzyska Solidarności Islamskiej: 2017

Qarabağ FK
- mistrzostwo Azerbejdżanu: 2018/19, 2019/20, 2021/22, 2022/23